# アルヴェーン波
アルヴェーン波（英語: Alfvén wave）とは、磁気流体波の一種で、ハンネス・アルヴェーンによって発見された。磁場中のプラズマの中を伝わる横波で、磁場と垂直に電流が流れたときに発生する力 (磁場の接線応力と見ることもできる)を復元力とする。磁場の方向に伝播する傾向にあるが、磁場と斜めの向きにも伝わりうる。アルベン波、アルフベン波ともいう。
磁場{\displaystyle B}と平行な方向に伝わる場合のアルヴェーン波の伝播速度{\displaystyle v_{A}}は、
{\displaystyle v_{A}={\frac {B}{\sqrt {\mu _{0}n_{i}m_{i}}}}}
となる。ここで、{\displaystyle \mu _{0}}は透磁率、{\displaystyle n_{i}}はイオンの数密度、{\displaystyle m_{i}}はイオンの質量である。